# Heinrich XXV. (Reuß-Gera)

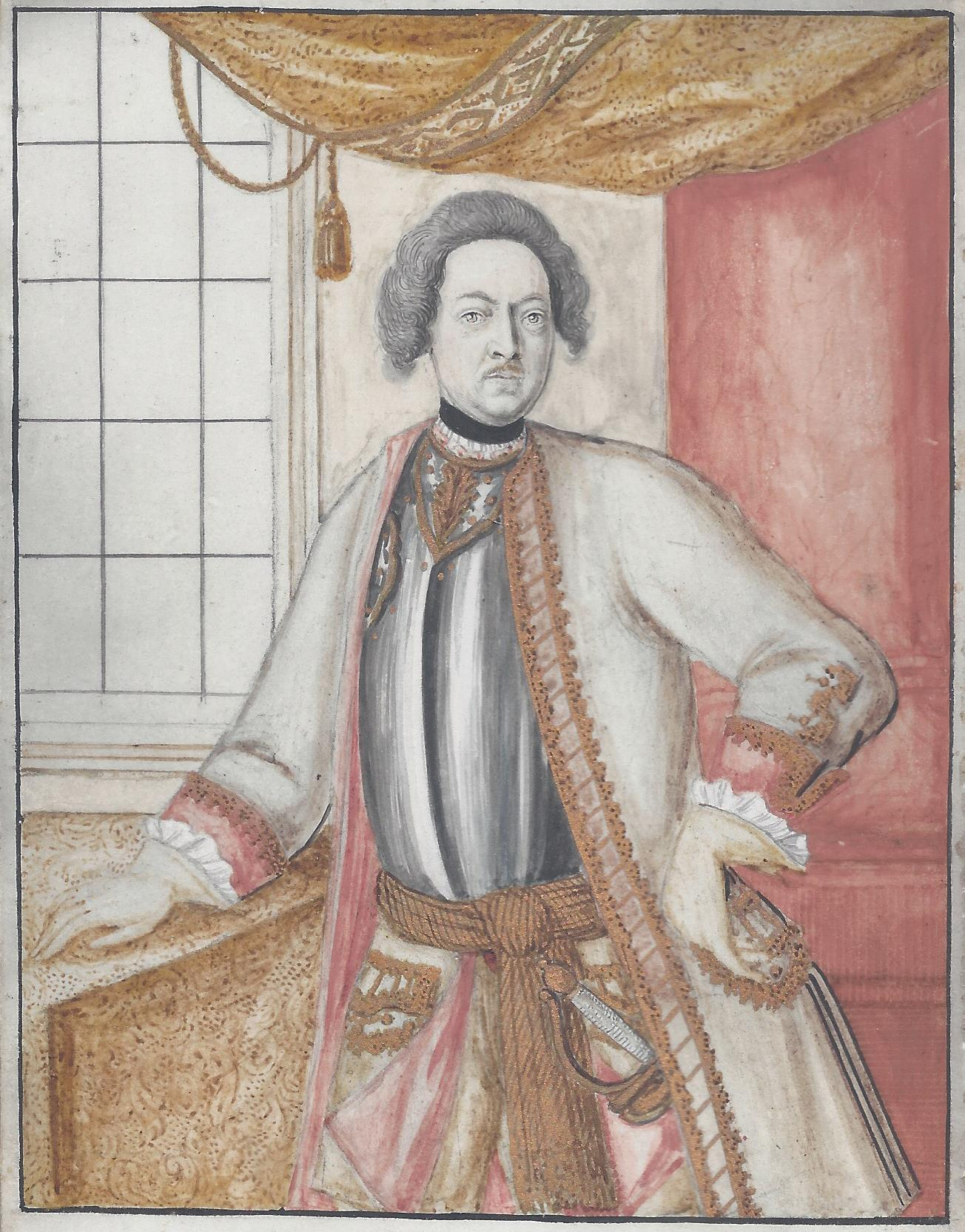
Miniaturporträt Heinrich XXV. Graf Reuß zu Gera, 1726.

Heinrich XXV. (* 27. August 1681 in Gera; † 13. März 1748 ebenda) regierte von 1735 bis 1748 als Graf Reuß zu Gera, einer Nebenlinie von Reuß jüngerer Linie.

## Leben
Heinrich XXV. war der siebte Sohn von Heinrich IV. (1650–1686), Herr und Graf zu Gera, und dessen Frau, Gräfin Anna Dorothea von Schwarzburg-Sondershausen (1645–1716).
Im Alter von 36 Jahren vermählte sich Heinrich am 21. Februar 1717 in Thurnau mit Gräfin Justine Eleonore Sophie von Giech-Thurnau, Tochter von Graf Karl Gottfried II. von Giech-Thurnau. Das Eheglück währte nicht einmal ein Jahr, denn Justine Eleonore Sophie verstarb bereits am 1. Februar 1718. Pfalzgräfin Sophie Marie von Pfalz-Zweibrücken-Birkenfeld-Gelnhausen wurde Heinrichs zweite Gemahlin. Beide heirateten am 24. August 1722 in Sondershausen. Aus dieser Ehe gingen drei Kinder hervor:
- Gräfin Sophie Henriette Dorothea (* 13. Juni 1723 in Gera; † 27. August 1789 ebenda)
- Gräfin Caroline (*† 14. September 1725 in Gera)
- Graf Heinrich XXX. Reuß zu Gera (* 24. April 1727 in Gera; † 26. April 1802 ebenda)

Als sein älterer Bruder Heinrich XVIII. (1677–1735) am 25. November 1735 unvermählt und kinderlos verstarb, folgte Heinrich auf den Thron der Grafschaft. Nach dem Tod von Heinrich XV. Graf Reuß zu Lobenstein wurde Heinrich XXV. im Jahre 1739 Ältester des Gesamthauses Reuß jüngerer Linie.

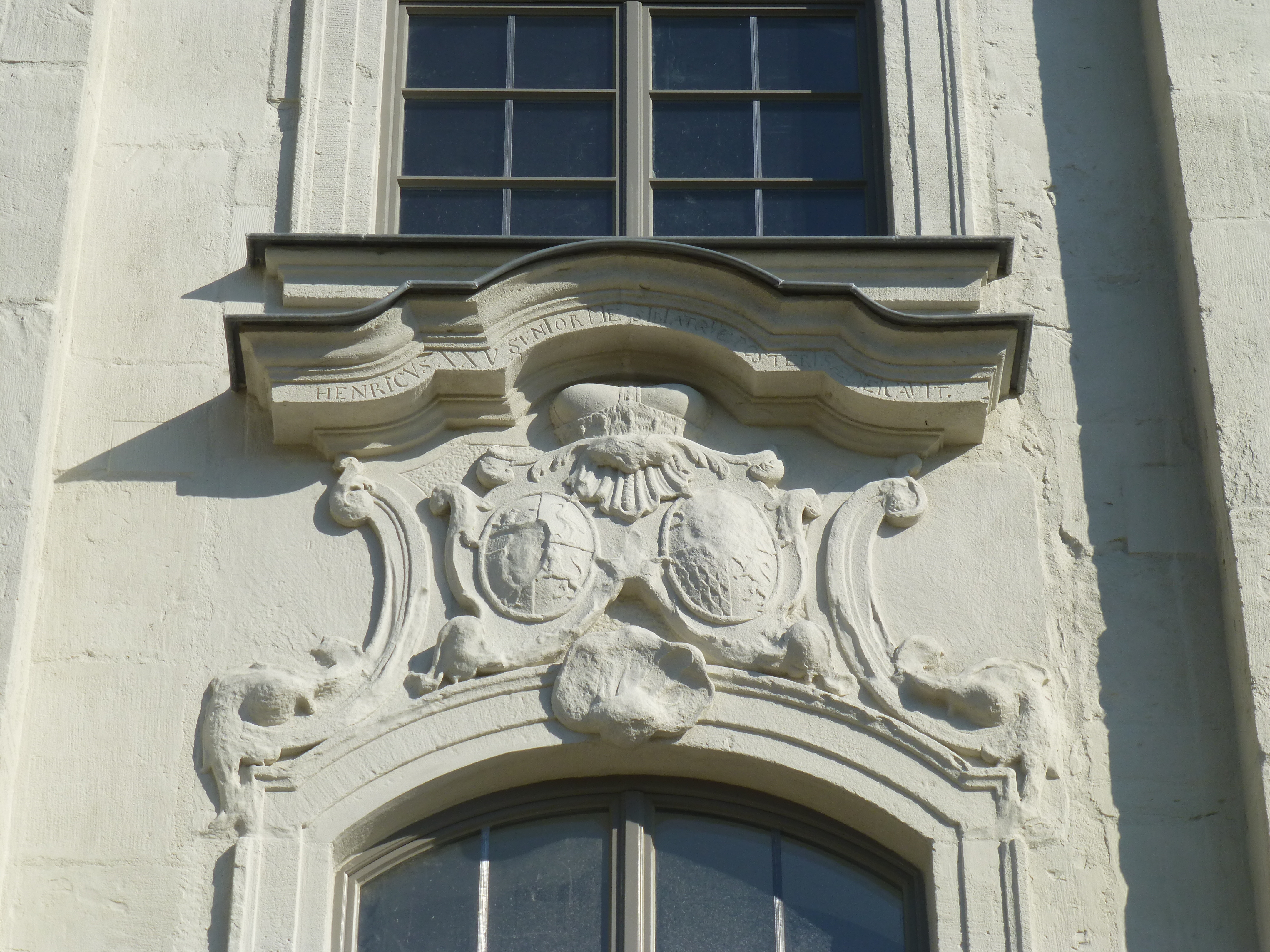
Schloss Tinz: Inschrift an der Südfassade gibt Hinweis auf den Bauherrn Heinrich XXV.

Eng verbunden bleibt der Name Heinrich XXV. mit dem Schloss Tinz, dessen Errichtung er im Jahr 1745 in Auftrag gab. Darüber hinaus ließ Heinrich den unter seinem Vorgänger Heinrich XVIII. begonnenen Bau der Orangerie im Geraer Küchengarten vollenden.
Heinrich verstarb am 13. März 1748 und wurde am 21. März 1748 in der Erbgruft der ehemaligen St. Johanniskirche am Johannisplatz beigesetzt, wo bereits seine erste Frau ruhte.